# Pastor Everaldo
Everaldo Dias Pereira, conhecido como Pastor Everaldo (Rio de Janeiro, 22 de fevereiro de 1956), é um pastor evangélico, empresário e político brasileiro. É um importante nome da igreja Assembleia de Deus e vice-presidente nacional do Podemos (PODE). Foi presidente nacional do Partido Social Cristão (PSC), pelo qual foi candidato ao cargo de presidente da República nas eleições de 2014, ficando em 5º lugar na disputa, com 780.513 votos, o equivalente a 0,75% dos votos válidos.
Em 28 de agosto de 2020, Everaldo foi preso por determinação do Superior Tribunal de Justiça, sob acusação de corrupção e lavagem de dinheiro ocorridos durante a pandemia de COVID-19 no estado do Rio de Janeiro, na gestão de seu correligionário Wilson Witzel.

## Dados biográficos
Empresário do ramo de seguros e imobiliária, Everaldo é filho do pastor Heraldo Dias Pereira e da missionária Dilma Lima Pereira e nasceu em Acari, bairro pobre da Zona Norte do Rio de Janeiro, que decidiram que  dar ao filho o mesmo nome do seu tio, Everaldo Dias Pereira. Cresceu junto com seus irmãos Meire-laine, Ivete, Edivaldo, Edimilson e Marcos Dias. A residência da família era um núcleo da igreja Assembleia de Deus Ministério Madureira. Conta que começou a trabalhar aos  seis anos, ajudando o pai a vender vasos de plantas na feira.  Aos dez anos, fez amizade com feirantes e passou a vender bananas e, depois, canecas e copos. Também foi servente de pedreiro e office-boy.
Em 1970, passou em um concurso público do Instituto de Resseguros do Brasil (IRB), aos 14 anos. Aos 17 anos, ingressou na Faculdade de Economia e Finanças do Rio de Janeiro e pagou seus estudos com o salário recebido do IRB. Trabalhou em companhias de seguros. Pouco tempo depois, montou a sua própria empresa. Em 1989, apoiou a campanha de Leonel Brizola para Presidente e, desde então, participa da vida pública.
Pereira foi casado duas vezes e é pai de três filhos do primeiro casamento, com Maeli de Almeida, e permaneceu casado com a cantora gospel Ester Batista por 15 anos, de quem se divorciou em 2022. Enquanto ainda casado com Maeli,  manteve um outro relacionamento, com Katia Míriam Offredi Maia. Em 2014, Katia ingressou com uma ação judicial contra Everaldo, no Supremo Tribunal Federal, pedindo o "reconhecimento de dissolução de união estável, com a partilha de bens”. Katia também acusou Everaldo de agressão física, seguida de ameaça de morte. Porém, segundo parecer do  Ministro Dias Toffoli, relator do processo, Katia não conseguiu comprovar  a união estável, dada a ausência de publicidade do relacionamento, uma vez que, durante grande parte do período alegado pela autora,  Everaldo ainda era casado — o que, "segundo o artigo 1.723, do Código Civil, impede a constituição de união estável".

## Carreira política
Everaldo se manteve nos bastidores da política carioca até se sagrar vitorioso com a chapa Anthony Garotinho (PDT) e Benedita da Silva (PT), ambos evangélicos, no governo do Estado. Eles tiveram o apoio do ex-deputado bispo Manoel Ferreira (PSC), líder da igreja de Everaldo. De 1999 a 2002 foi subsecretário da Casa Civil no governo do Rio de Janeiro, sendo responsável por ajudar a implementar o primeiro bolsa família do Brasil, o “cheque cidadão”. Em 2003, filiou-se ao Partido Social Cristão (PSC) como vice-presidente. Após mais de uma década no comando da legenda, decidiu concorrer a um cargo majoritário pela primeira vez.
Pastor Everaldo operava em parceria com o ex-deputado Eduardo Cunha (MDB), preso pela Operação Lava Jato, na gestão do ex-governador do Rio de Janeiro Anthony Garotinho (PRP). Everaldo foi citado em delação premiada por suspeita de receber R$ 6 milhões para favorecer Aécio Neves (PSDB) em debates quando ambos eram candidatos à Presidência, em 2014; apesar das evidências, Everaldo sempre negou. Segundo o delator Fernando Santos Reis, ex-diretor da Odebrecht Ambiental, afirmou que a empresa orientou o religioso a fazer perguntas 'inócuas' para Aécio Neves nos debates presidenciais de TV em 2014. Segundo Fernando Reis, A ideia era o Pastor Everaldo usar todo o tempo no debate fazendo perguntas para Aécio fazia com que este tivesse mais tempo nos debates e, assim, ter mais chances de chegar ao segundo turno, para disputar com a então presidente Dilma Rousseff, que concorria à reeleição.
Nas eleições de 2018, Pastor Everaldo foi candidato a senador pelo estado do Rio de Janeiro pelo Partido Social Cristão (PSC). A candidatura do político foi homologada na convenção estadual do PSC, realizada no dia 21 de julho de 2018, ocasião em que também foi lançada a candidatura do ex-juiz federal Wilson Witzel ao Governo do Estado do Rio de Janeiro. No pleito, Everaldo obteve 360.688 votos (2,58% do total de votos válidos), não se elegendo ao cargo disputado. Nacionalmente, Everaldo apoiou o candidato à presidência da República Jair Bolsonaro, a quem o pastor havia batizado em 2016, no rio Jordão, em Israel.

## Críticas e controvérsias
O Pastor Everaldo foi um dos idealizadores da campanha "Homem + Mulher = Família", promovida pelo PSC, em 2012. Também recebeu críticas de defensores dos direitos LGBT por afirmar que, se fosse eleito presidente, iria propor um projeto de lei ao Congresso Nacional para reverter a decisão do Supremo Tribunal Federal (STF), que reconheceu o casamento entre pessoas do mesmo sexo em todo o território nacional. O pastor também recebeu críticas de setores ligados aos direitos das mulheres, por ser contrário ao direito ao aborto. Durante a campanha presidencial de 2014, Pereira também manifestou-se contrário a propostas de "legalização das drogas" e se autointitulou um "defensor da família como está na Constituição".
Em 2012, foi condenado, na primeira instância, a pagar à ex-companheira, Katia Míriam Offredi Maia, uma indenização de cerca de 85 mil reais, por danos morais e materiais. Posteriormente, Everaldo conseguiu reverter a decisão no Tribunal de Justiça do Rio de Janeiro, e o caso aguarda a decisão de instâncias superiores. Em 2013, Katia  levou ao Superior Tribunal de Justiça (STJ) um novo processo em que acusa o pastor de agressão física, seguida de ameaça de morte.  Katia relata que, durante as agressões, houve "chutes e socos, o que causou a perfuração da [sua] membrana timpânica". Everaldo, no entanto, diz que agiu em legítima defesa, depois de uma perseguição de carro pelas ruas do Rio de Janeiro.
Em agosto de 2016, foi acusado de ameaçar de morte uma jovem que alegava ter sido agredida e assediada sexualmente pelo Pastor Marco Feliciano, um dos nomes mais conhecidos do PSC — partido presidido pelo Pastor Everaldo. A ameaça teria sido feita em razão de a jovem não ter aceitado "ficar calada", em troca de uma quantia em dinheiro oferecida por Everaldo.
Em janeiro de 2017, segundo informações da Polícia Federal, Everaldo teria pedido dinheiro ao ex-deputado Eduardo Cunha, durante as eleições em 2012, por estar em "desespero total".

## Prisão
Em agosto de 2020 foi preso depois de mandado expedido pelo STJ após suspeita de irregularidades durante a pandemia do coronavírus no estado do Rio de Janeiro, na gestão de Wilson Witzel. Ele foi denunciado pelo Ministério Público por corrupção e lavagem de dinheiro, a partir de relatórios do COAF e da delação de Edmar Santos, ex-secretário da Saúde do Rio de Janeiro. Conforme investigação do órgão, Everaldo era integrante de organização criminosa comandada pelo governador Wilson Witzel. O ministro Benedito Gonçalves, do STJ, escreveu em decisão que determinou a prisão de Everaldo que o pastor "age em sofisticada teia de relações que envolvem muitas pessoas físicas e jurídicas, dentre elas, e de forma mais direta, seus filhos Laércio de Almeida Pereira e Filipe de Almeida Pereira", que também foram presos.